# Wágner Manó
Wágner Manó (Liebenthal, Szilézia, 1857. március 15. – Rákospalota, 1929. április 1.) magyar királyi kormányfőtanácsos, intézettulajdonos, gimnáziumi igazgató, vármegyei törvényhatósági bizottsági tag, városi képviselő, Rákospalota díszpolgára.

## Élete
Szülei Wágner Engelbert (Liebenthal, 1831. aug. 23. – ?) és Weisz Franciska (Liebenthal, 1833. máj. 13. – ?). 14 éves volt, amikor családjával Budapestre költözött. Tanárnak készült, el is végezte a budapesti tanítóképzőt, ahol 1877-ben szerzett oklevelet. Ugyanebben az évben már németet és történelmet tanított negyedi Szabó Alajos, későbbi apósa négy osztályos elemi iskolájában, mely intézmény 1878-ban már középiskolává bővült ki. 1888-ban polgári iskolai oklevelet nyert. 1888 és 1891 között bölcsészhallgató volt a budapesti tudományegyetemen. 1889. augusztus 17-én, Rákospalotán vette feleségül negyedi Szabó Gizella Arankát. 1892 áprilisában apósától átvette a gimnázium vezetését. A közéletben is szerepet vállalt: Pest megye törvényhatósági bizottságának tagja, városi képviselő, a város tanügyi és társadalmi életének egyik vezető embere volt. Megválasztották a Rákospalotai Katholikus Kör elnökévé. 1890-ben kezdeményezte a Rákospalotai Önkéntes Tűzoltó Egyesület megalakítását, 1908-ban létrehozott egy alapítványt, amelynek feladata a hátrányos helyzetű diákok tanulmányainak segítése volt. 1914-ben megyebizottsági tag, majd 1918-ban Rákospalota díszpolgára lett. 1924. november 27-én kormányfőtanácsossá nevezték ki. 1927-ben úgy döntött, hogy új iskolát létesít, a rákospalotai polgármester pedig az építési kölcsön megadását javasolta számára. Elhunyt 1929. április 1-jén délután, örök nyugalomra helyezték 1929. április 4-én délután a római katolikus egyház szertartásai szerint. Felesége három évvel élte őt túl. Wágner Manó halálát követően az iskolát fia, Wágner Aurél vezette tovább.

## Emlékezete
1910 és 1948 között az ő nevét viselte a mostani Dózsa György Gimnázium, valamint 1930 és 1954 között a mai Géza fejedelem tér.